# Zosterops tenuirostris
Zosterops tenuirostris — вид воробьиных птиц из семейства белоглазковых.

## Распространение
Эндемики острова Норфолк. Естественной средой обитания являются субтропические или тропические влажные равнинные леса.

## Описание
Длина тела 13-14 см. Клюв тонкий, длинный, немного загнут вниз. Верхняя сторона тела серо-коричневая. Грудка и низ тёмно-жёлтые. Бока тускло-оливково-коричневые. Вокруг глаза белое кольцо, радужка красно-коричневая. Клюв и ноги птицы серые.

## Охранный статус
МСОП присвоил виду охранный статус NT. Этим птицам угрожает возможная утрата мест обитания.